# شورای عالی اتحاد شوروی

شورای عالی اتحاد جماهیر سوسیالیستی شوروی (روسی: Верхо́вный Сове́т Сове́тского Сою́за، آوانگاری Verkhóvny Sovét Sovétskogo Soyúza؛ IPA: [vʲɪrˈxovnɨj sɐˈvʲet sɐvʲˈetskəvə sɐˈjuzə]) مقتدرترین نهاد قانونگذاری اتحاد جماهیر شوروی سوسیالیستی از سال ۱۹۳۶ و تنها نهاد دارای قدرت تأیید متمم‌های قانون اساسی بود. این نهاد هیئت رئیسه (پرزیدیوم) را انتخاب می‌کرد و مجموعاً به عنوان رئیس کشور شوروی فعالیت می‌کرد و شورای وزیران، دیوان عالی و دادستان کل شوروی را منصوب می‌کرد.